# Sempervivum riccii
Sempervivum riccii är en fetbladsväxtart som beskrevs av Iberite och Anzal.. Sempervivum riccii ingår i släktet taklökar, och familjen fetbladsväxter. Inga underarter finns listade i Catalogue of Life.